# Pyrotechnicien
 (septembre 2012).
Un pyrotechnicien est une personne qui prépare et effectue la mise à feu des feux d'artifice ou de mettre en œuvre des explosifs; elle pratique la pyrotechnie, à l'occasion de fêtes, par exemple, d'expositions ou de spectacles.

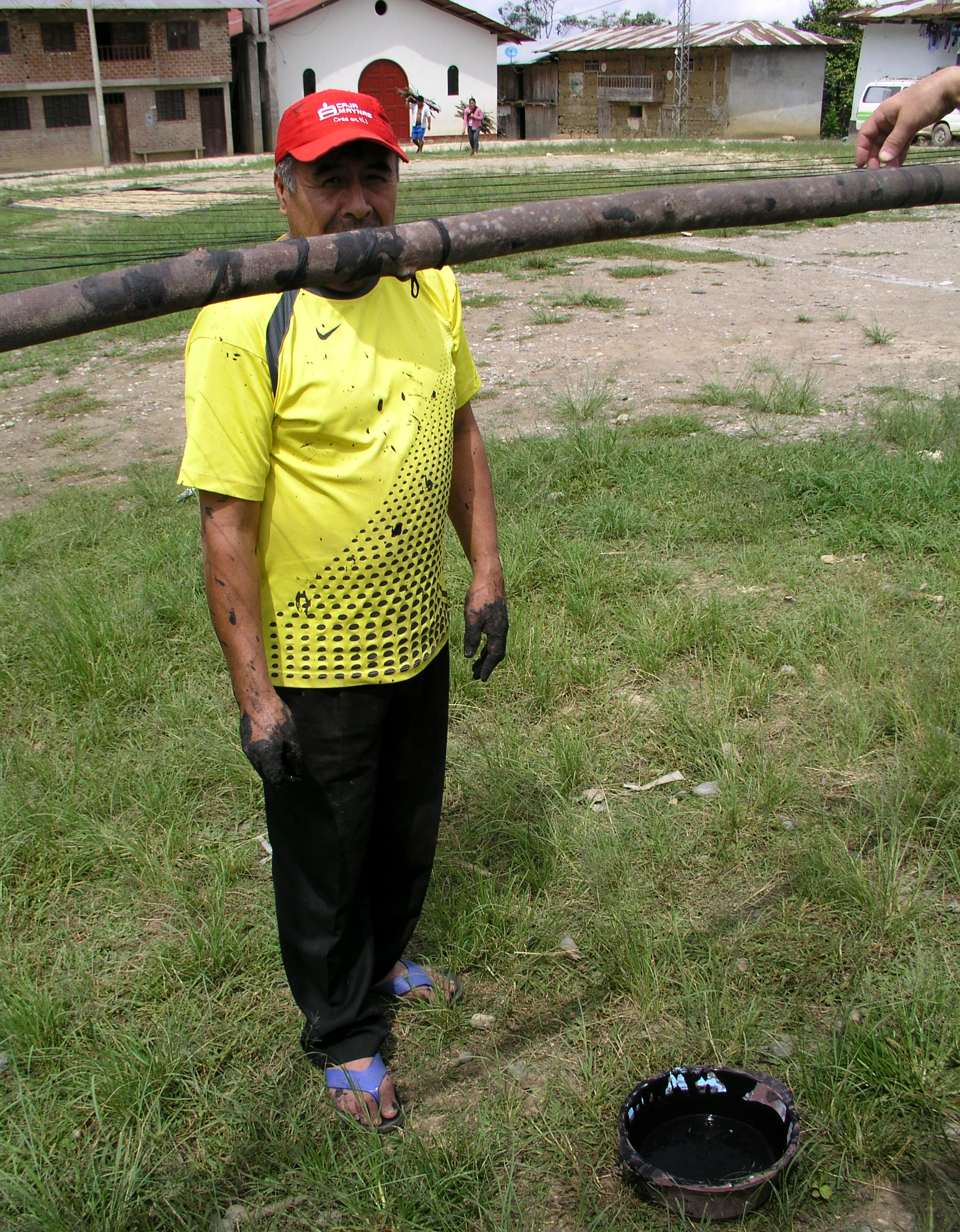
Pyrotechnicien enduisant des fils d'un produit pyrotechnique à l'occasion d'une fête de village, Vista Alegre, Yamon, Utcubamba, Amazonas, Pérou.

## Présentation
À cette fin, elle doit, entre autres, déterminer la distance à laquelle le public doit se tenir en fonction des distances de sécurité définies par la réglementation en vigueur pour chacun des produits utilisés, disposer les mortiers et batteries de mortier, y loger les bombes d'artifice, les compacts, les chandelles, y monter les inflammateurs lorsque l'allumage est électrique, les relier à la table de tir, déterminer le moment favorable au lancement et actionner la mise à feu pour tirer les feux d'artifice. Cette personne veille à ce que les règles de sécurité soient respectées afin d'éviter les accidents et à présenter un spectacle qu'elle aura élaboré pendant un voire plusieurs jours avec ses collègues, qui saura éblouir le public et le faire rêver pendant quelques minutes.
Un pyrotechnicien n'intervient en aucun cas lors de la fabrication, la mise au point et le mélange de matière explosive (poudre noire, poudre flash…), tout ceci se passe en usine avec des contrôles extrêmement stricts.
En France, un pyrotechnicien doit être titulaire du permis F4-T2 (anciennement K4), qui désigne la classification d'un artifice contenant plus de 500 grammes de matière active. Ce permis F4-T2 peut s'obtenir en suivant une formation dans une entreprise de pyrotechnie (Ardi, Pyragric, groupe Étienne Lacroix, ...) ; la formation dure 5 jours, et à l'issue de celle-ci, un stage pratique, et un test sous forme de QCM validé par la préfecture.